# Liokhta
Liokhta (en rus: Лёхта) és un poble de la República de Komi, a Rússia, segons el cens del 2010 tenia 13 habitants.